# Rumbora
Rumbora foi uma banda brasileira iniciada em 1997 em Brasília. Tinha como membros constantes Alf e Beto.

## História
Em 1999, os fundadores da banda Rumbora,  Alf Sá (voz, guitarra e baixo) e Beto Aloureiro (baixo e voz), juntamente aos integrantes da primeira formação Biu e Bacalhau, lançam o primeiro álbum, 71.
O título do álbum faz referência a uma espécie de número da sorte dos integrantes da banda.[carece de fontes?]
O primeiro single da banda, "Chapírous", já chegou fazendo barulho no rock alternativo brasileiro e seu videoclipe foi indicado na categoria de melhor videoclipe de rock no VMB (Video Music Brasil). "Skaô", outro hit desse disco, foi mais longe ainda, sendo indicado na categoria "escolha da audiência", a mais importante da MTV. Nas rádios a banda também teve sucesso: "Skaô" ficou 3 meses em primeiro lugar na Rádio Brasil 2000 em São Paulo, sendo coroada como a canção do ano. O grupo também foi indicado para o prêmio de banda-revelação no Prêmio Multishow de Música Brasileira e teve 5 indicações para a premiação da revista Showbizz, incluindo o de disco do ano.
O segundo disco, Exército Positivo e Operante, foi lançado em novembro de 2000. Com o single "O Mapa da Mina", o Rumbora entrou na lista dos 25 mais executados do Brasil. Em 2001, foi novamente indicado para a "escolha da audiência", entrou em trilhas sonoras de programas de TV e apresentou, segundo a crítica especializada, um dos melhores e mais agitados shows da Tenda Brasil no Rock in Rio 3. Na seqüência foram lançados os hits "O Passo do Azuilson", "Veste o Uniforme" (versão bem-humorada de "Born to Be Alive" do cantor francês Patrick Hernandez) e "Mal do Mundo".
Em 2002, acabou o contrato com a gravadora Trama e Bacalhau deixou o Rumbora, sendo substituído por Fabrício. Ao final da tour, Biu e Fabrício se desligam da banda que se transformou em um trio com a entrada de Leandro na bateria. Alf, Beto e Leandro aproveitam as mudanças para experimentar, e principalmente, renovar, criando um rock dançante, moderno e singular.
Entre maio e outubro de 2003, o Rumbora gravou de forma totalmente independente seu terceiro disco. Batizado de Trio Elétrico e lançado no início de 2004, o álbum foi apresentado com o single e videoclipe de "Freio de mão" que novamente angariou críticas positivas entrando nas mais pedidas das rádios-rock e nos shows. A banda começou outra turnê por todo o Brasil e na sequência recebeu de presente de um fã o videoclipe da canção "Mó Valor", uma das canções mais emblemáticas e requisitadas da banda.
No final de 2005, em busca de novos horizontes, a banda interrompeu suas atividades e seus integrantes seguiram em novos projetos. Alf desenvolveu projetos eletrônicos e trilhas, passou pelos Raimundos, montou o Supergalo e lançou disco solo; Beto seguiu a carreira de web-designer; e Leandro passou a trabalhar no departamento artístico da MTV.

### Retorno
No dia 05 de dezembro de 2015, em show solo no festival Porão do Rock, Alf convidou os integrantes da primeira formação do Rumbora para tocar algumas músicas da banda.
Em 2019, ano que o primeiro álbum da banda fez 20 anos, é anunciado o retorno da banda em turnê comemorativa com os fundadores Alf e Beto juntamente com Iuri Rio Branco (parceiro do projeto solo de Alf desde 2013) na bateria e Marcelo Vourakis (Maskavo Roots e Supergalo), na guitarra e vocais. O primeiro show aconteceu no dia 18 de abril no Sesc 24 de Maio, em São Paulo.

## Discografia
| Ano  | Título                       |
| ---- | ---------------------------- |
| 1999 | 71                           |
| 2000 | Exército Positivo e Operante |
| 2003 | Trio Elétrico                |

## Bonus-tracks
| Ano  | Título                                      |
| ---- | ------------------------------------------- |
| 2000 | Tá na Área Futebol Pop - faixa 11: "Pereba" |

## Videografia
- Rumbora - Chapírous (1999)
- Rumbora - Skaô (1999)
- Rumbora - Pereba (1999)
- Rumbora - O mapa da mina (2000)
- Rumbora - Veste o uniforme (2001)
- Rumbora - Freio de mão (2004)